# Rosendo Naseiro
Rosendo Naseiro Díaz (Rodas, parroquia de Samarugo, Villalba, 11 de junio de 1935-Madrid, 12 de octubre de 2023) fue un empresario, político y coleccionista de arte español.

## Trayectoria

### Formación y ascenso
Nació en Villalba en el seno de una familia humilde de emigrantes procedentes de Cuba. En su juventud, se trasladó a Ferrol, donde trabajó primero en una tintorería y posteriormente en un almacén de carbón en el puerto de la ciudad. En 1950 regresó a Villalba para trabajar en otra tintorería. Poco después, inició un negocio de máquinas de lavandería y transporte en Tuy, que prosperó. En 1972 se mudó a Alicante.

### El Caso Naseiro
Militante del Partido Popular, asumió en 1987 el cargo de secretario de finanzas (tesorero) del partido, durante la presidencia de Antonio Hernández Mancha y con Arturo García-Tizón como secretario general, sucediendo a Ángel Sanchís.
En 1990, bajo la presidencia de José María Aznar, fue procesado en un caso relacionado con la financiación ilegal de partidos políticos, soborno y compra de votos, conocido como el Caso Naseiro. Fue detenido e ingresó en prisión el 9 de abril de 1990, donde permaneció menos de una semana. El caso llegó al Tribunal Supremo debido a la condición de diputados de dos imputados. La fiscalía solicitó para Naseiro una condena de tres meses de prisión y cuatro meses de inhabilitación por soborno en grado de conspiración. Finalmente, fue absuelto debido a que las grabaciones telefónicas incriminatorias fueron invalidadas al estar relacionadas con otro caso y no contar con la autorización específica.

### Retirada de la vida política
Como consecuencia del llamado Caso Naseiro, se retiró de la política activa y se dedicó al coleccionismo de arte. Fue especialista en naturalezas muertas españolas de los siglos XVII y XVIII, logrando reunir la colección más importante de este tipo de obras en el ámbito privado mundial.
En 2001 sufrió la pérdida de su esposa en un accidente de tráfico cerca de Villalba, mientras él conducía el vehículo.

### Coleccionista de arte
En 2006, parte de la colección Naseiro fue adquirida por el BBVA y transferida al Museo del Prado. Valorada en 26 millones de euros, esta colección era considerada la más relevante en manos privadas de España en esa época. Las obras fueron exhibidas en la exposición Lo fingido verdadero, celebrada entre el 23 de octubre de 2006 y el 7 de enero de 2007. La colección incluía piezas de destacados maestros como Juan van der Hamen, Tomás Hiepes, Pedro de Camprobín y cuatro bodegones de Juan Fernández el Labrador, sumamente raros y valiosos, dado que solo se conocen trece en todo el mundo.